# Teri Harangozó
Teri Harangozó (nombre de nacimiento Terézia Mária Rózsa Harangozó Bátya, 8 de agosto de 1943-Budapest, 8 de septiembre de 2015) fue una cantante húngara. Fue una de las artistas más influentes de su tiempo en Hungría y fue una inspiración para otros cantantes posteriores como Kati Kovács, Zsuzsa Koncz, Sarolta Zalatnay y muchas otras.

## Biografía
En 1965, apreció por primera vez en el show televisivo Ki mit tud? y posteriormente en 1966 consiguió su primer disco de oro por el álbum con la canción "Minden ember boldog akar lenni".
También participó en el Táncdalfesztivál, donde en 1968 y 1969 consiguió el segundo lugar con las canciones «Sose fájjon a fejed» y «Szeretném bejárni a földet». El gran éxito de Teri, «Mindenkinek van egy álma», fue grabado en vivo en 1968. Grabó aproximadamente unas 100 canciones tantos en sencillos como en sus cuatro álbumes independientes. En el extranjero, interpretó con el nombre de Terry Black. En 1970, cantó villancicos con el cantante Dániel Benkő, acompañada por un laúd. En 1990, también actuó al final del Festival Sziget.
El 8 de septiembre de 2015, Harangozó murió a causa de un cáncer de pulmón.